# Automobiles Delacour
Société des Automobiles Delacour war ein französischer Hersteller von Automobilen.

## Unternehmensgeschichte
Das Unternehmen wurde 1913 oder 1914 in Paris zur Produktion von Automobilen gegründet. Der Markenname lautete Delacour. 1920 endete die Produktion.

## Fahrzeuge
Zunächst stand das Modell 10 CV im Sortiment. Ein Vierzylindermotor mit 1778 cm³ Hubraum sorgte für den Antrieb. Der Motor war vorne im Fahrzeug montiert und trieb über eine Kardanwelle die Hinterachse an. Anstelle eines herkömmlichen Getriebes kam ein Friktions- bzw. Reibradgetriebe zum Einsatz.
1920 folgten die Modelle 7 CV und 12 CV.